# Чілікін Віталій Анатолійович
Віта́лій Анато́лійович Чілі́кін — старший солдат, Державна прикордонна служба України. Військове звання на момент звільнення в липні 2015 старший прапорщик, з березня 2022 в ЗСУ, військове звання майстер сержант.[джерело?]

## Нагороди
15 липня 2014 року — за особисту мужність і героїзм, виявлені у захисті державного суверенітету та територіальної цілісності України, вірність військовій присязі під час російсько-української війни, відзначений — нагороджений орденом «За мужність» III ступеня.